# Break from This World
Albums de Globus
Epicon
Break from This World est le second album studio par Globus qui est sorti le 26 août 2011. 
Le premier single de cet album, Wyatt Earth, est sorti en 2010. La plupart des pistes sont des reprises de pistes d'Immediate Music, qui a fondé Globus.

## Liste des musiques
Toute la musique est composée par Globus.
| 1.  | The Promise (tiré de Atlas)                                | 7:36 |
| 2.  | Wyatt Earth (tiré de Wyatt's Torch)                        | 6:04 |
| 3.  | Doomsday (tiré de Iron Warrior)                            | 3:36 |
| 4.  | A Thousand Deaths (tiré des Grand Inquisition et Mercutio) | 6:30 |
| 5.  | Save Me                                                    | 5:55 |
| 6.  | In Memoriam (tiré de Journey to the Front)                 | 4:24 |
| 7.  | Manuela                                                    | 4:40 |
| 8.  | Amazing Grace                                              | 4:53 |
| 9.  | Black Parade (tiré de Invictus)                            | 5:18 |
| 10. | One Truth                                                  | 6:29 |
| 11. | Terminal                                                   | 7:21 |
| 12. | Elegy (tiré de Age of Discovery)                           | 7:24 |

## Personnes ayant participé à l'enregistrement
- Lisbeth Scott – voix principale
- Anneke van Giersbergen – voix secondaire
- Daniel Pursey - guitare, voix principale
- Christine Navarro – voix secondaire
- Yoav Goren – claviers, voix secondaire, producteur
- Ryan Hanifl – guitare, voix principale
- Jeffrey Fayman – percussions
- Sammy Allen – voix féminine principale
- Kfir Melamed – basse
- Hiro Goto – cordes
- Mike Horick – batterie
- Bernard Yin – guitares